# Electrelane
Electrelane är ett brittiskt rockband från Brighton i England. Bandet bildades 1998 av Verity Susman och Emma Gaze. Musiken är experimenterande instrumental med dragning åt musikriktningar som jazz, krautrock och avantgarderock, ibland med inslag av klezmer. Tydliga influenser från Neu!, Sonic Youth och Velvet Underground kan höras i Electrelanes musik.

## Medlemmar
Nuvarande medlemmar
- Verity Susman – keyboard, farfisa-orgel, sång, gitarr, saxofon, klarinett (1998–)
- Emma Gaze – trummor (1998–)
- Mia Clarke – gitarr, körsång (2000–)
- Ros Murray – basgitarr, körsång (2004–)

Tidigare medlemmar
- Tracey Houdek – basgitarr (1998–1999)
- Rupert Noble – basgitarr (1999)
- Debbie Ball – gitarr, sång (1998–2000)
- Rachel Dalley – basgitarr (1999–2004)

## Diskografi

### Album
- Rock It To The Moon (2001)
- The Power Out (2004)
- Axes (2005)
- Singles, B-Sides & Live (2006) (samlingsalbum & live)
- No Shouts, No Calls (2007)